# Herrensitz Steinheim (Neu-Ulm)

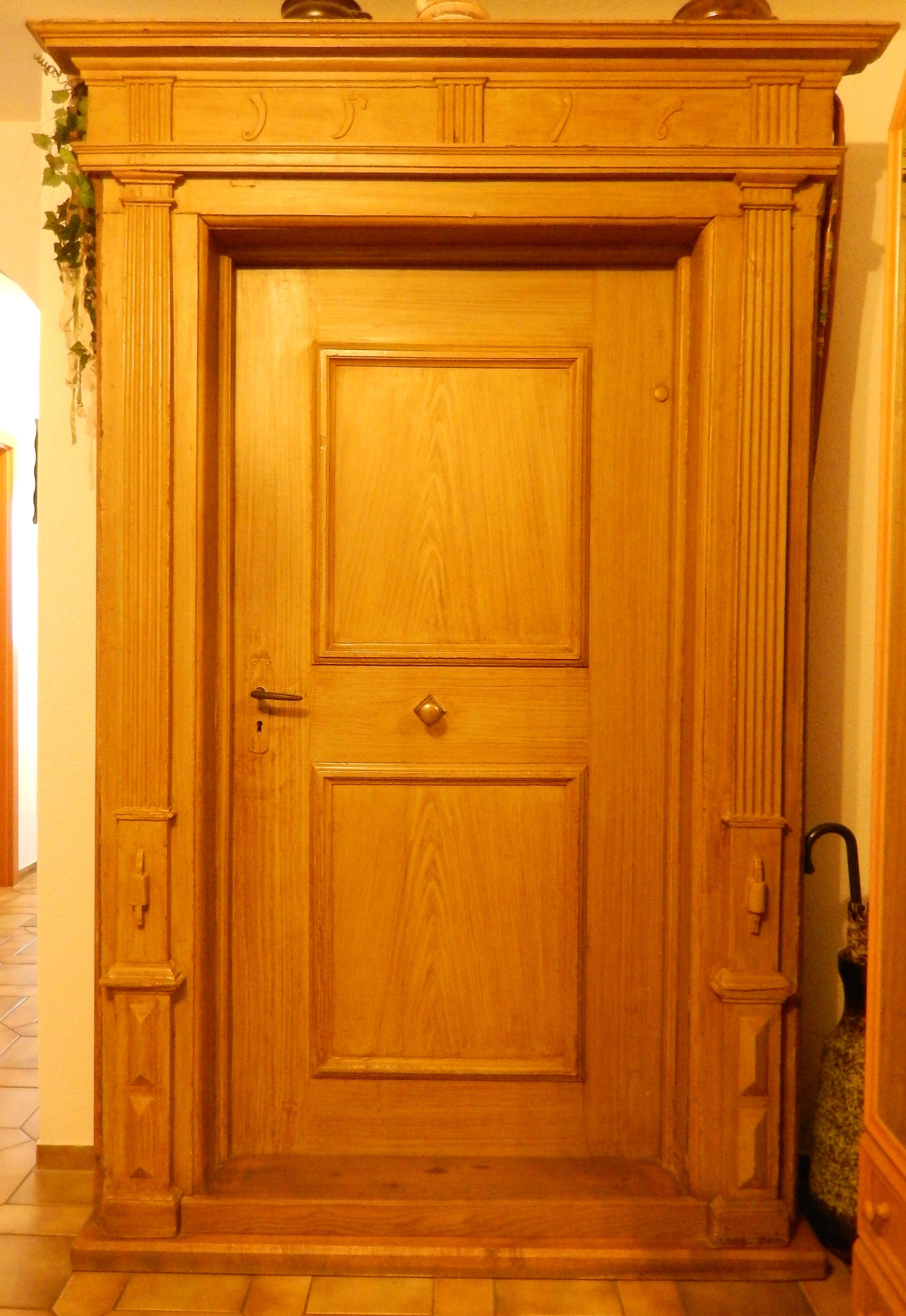
Geschnitzte Renaissancetür

Der ehemalige Herrensitz Steinheim wurde vermutlich im 16. Jahrhundert errichtet. Er befindet sich an der Remmeltshofer Straße 3 und ist heute ein stark verändertes Wohnhaus.

## Baudenkmale
In der Liste der Baudenkmäler in Neu-Ulm war es als Baudenkmal aufgeführt, das aber nur eine Renaissancetür, geschnitzt mit der Bezeichnung 1596, umfasste. Es ist heute nicht mehr als Denkmal gelistet.